# Limacella taiwanensis
Limacella taiwanensis är en svampart som beskrevs av Zhu L. Yang & W.N. Chou 2002. Limacella taiwanensis ingår i släktet Limacella och familjen Amanitaceae.   Inga underarter finns listade i Catalogue of Life.